# Giovanni Battista Licata
Giovanni Battista Licata (Nàpols, 23 de juny de 1859 - Harar, 1886) va ser un científic i explorador italià.

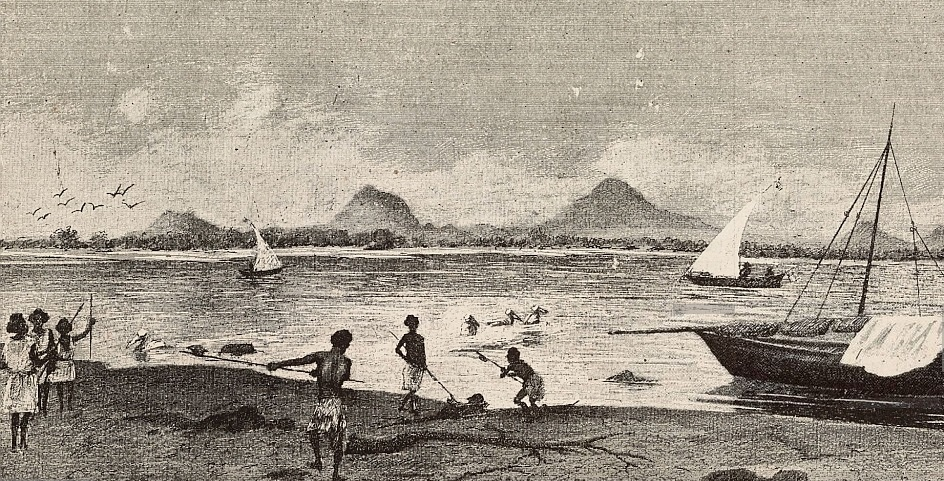
Assab (1885)

Escrigué La fisiologia dell'istinto (1879) i Assab e i Danachili. Viaggi e studi (1885).